# محمد مجتهد شبستری
محمد مجتهد شبستری (۱۳۱۵ در شبستر) فیلسوف، فقیه، پژوهشگر علوم قرآنی و کارشناس الهیات تطبیقی است. وی از نخستین اشخاصی است که پای تحلیل‌های هرمنوتیک به ادبیات دینی ایران را باز کرد. دیدگاه‌ها و آثار وی در این زمینه بحث‌های زیادی را برانگیخته‌است.
مجتهد شبستری مدیر مرکز اسلامی هامبورگ از سال ۱۳۴۸ تا ۱۳۵۷ و نیز نماینده دوره نخست مجلس شورای اسلامی بود. او درجه استاد تمام (پروفسور) دانشکده الهیات دانشگاه تهران در رشته‌های کلام تطبیقی، تاریخ ادیان و تاریخ عرفان را دارد.

## زندگی
محمد مجتهد شبستری در سال ۱۳۱۵ در شبستر در استان آذربایجان شرقی چشم به جهان گشود. پدرش «میرزا کاظم» از فقیهان سرشناس آذربایجان و مخالف دودمان پهلوی بود. وی در ۵ سالگی به همراه خانواده برای سکونت به تبریز کوچ کرد.

### دوران طلبگی در قم
در سال ۱۳۳۰ برای تحصیل در علوم اسلامی وارد حوزه علمیه قم شد و به مدت ۱۸ سال در این حوزه به تحصیل و پژوهش در فلسفه و کلام اسلامی، فقه و اصول و تفسیر پرداخت و در بالاترین سطوح حوزوی تحصیلات خود را به پایان رساند. در این دوران وی علاوه بر فراگیری مقدمات علوم اسلامی، تحصیلات و مطالعات خود را در رشته‌های ادبیات عرب، فقه، اصول فقه، فلسفه، کلام، و تفسیر قرآن ادامه داد. او دوره سطح را در حدود هشت سال گذراند و پس از آن در دوره‌های درس خارج فقه و اصول استادان و مراجع وقت شرکت کرد.
مجتهد شبستری در پایان دههٔ ۱۳۳۰ خورشیدی در تجربه و دغدغه‌ای مشترک با امام موسی صدر نخستین نشریه دینی را با رویکرد نمایاندن صورت انسانی و عقلانی اسلام با نام درس‌هایی از مکتب اسلام منتشر کرد.
او خود می‌گوید:
در سال‌های پایانی دوره تحصیلم در قم، نشریاتی، منتشر می‌شد و در آن نشریات، سعی می‌شد معارف اسلامی به صورت قابل قبول برای نسل تحصیل کرده مملکت عرضه شود که معروفترین آنها مجله مکتب اسلام و فصلنامه و سالنامه مکتب تشیع بود و من عضو هیئت تحریریه مجله مکتب اسلام بودم.

### مهاجرت به آلمان و جانشینی بهشتی
مجتهد شبستری می‌گوید: «مرحوم بهشتی به خاطر آشنایی که با من داشتند از من خواستند: به آلمان بروم و سرپرستی مرکز اسلامی هامبورگ را بپذیرم. من این پیشنهاد را پذیرفتم. در سال ۱۳۴۸ بود که به آلمان رفتم. ده سال، سرپرستی مرکز اسلامی هامبورگ را بر عهده داشتم. نزدیک به یک سال قبل از پیروزی انقلاب ۱۳۵۷ به ایران بازگشتم.»
اقامت در اروپا برای مجتهد شبستری فرصتی پیش آورد تا با تسلط بر زبان آلمانی در فرهنگ و تمدن غرب به ویژه دربارهٔ فلسفه جدید الهیات مسیحی از نزدیک مطالعات و پژوهش‌هایی به عمل آورد. او در این مدت برای شرکت در سمینارها و کنفرانس‌های بین‌المللی فلسفی و الهیاتی و سخنرانی در آنها بارها به کشورهای مختلف اروپایی، عربی و آمریکا سفر کرد و با شخصیت‌های برجسته مسیحی، یهودی، بودایی و مسلمان در نقاط مختلف جهان به گفتگو نشست و با آنان دربارهٔ چالش‌های علم و فلسفه جدید با الهیات ادیان بزرگ جهان تبادل نظر کرد و فراوان از آنان آموخت.

### بازگشت به ایران و دوره پس از انقلاب
مجتهد شبستری در سال ۱۳۵۷ به ایران بازگشت. در آن سال نشانه‌های انقلاب اسلامی ایران یکی پس از دیگری آشکار می‌شدند. وی که در دوران اقامت در آلمان نیز فعالیت سیاسی برای استقرار دموکراسی در ایران را در برنامه خود قرار داده بود پس از پیروزی انقلاب در ایران با شور و علاقه وافر وارد صحنه‌های سیاسی شد. او در هنگام گروگان‌گیری در سفارت ایالات متحده آمریکا خواهان گفت‌وگوی مستقیم با آمریکا بود و باور داشت ایران نمی‌تواند یکطرفه مسائل و مشکلاتش در روابط بین‌الملل را حل کند.
مقالات فرهنگی سیاسی شبستری در مجلات و روزنامه‌های معتبر آن دوران انتشار می‌یافتند و سخنرانی‌های او هم از صداوسیمای جمهوری اسلامی ایران پخش می‌شدند. در سال ۱۳۵۸ وی به نشر یک مجله تئوریک (دو هفته یک بار) به نام اندیشه اسلامی پرداخت. اما به علت بروز مشکلات مالی از این مجله ۱۵ شماره بیشتر منتشر نشد. این مجله در عین حال که در سمت‌وسوی پشتیبانی از انقلاب حرکت می‌کرد از روند اوضاع سیاسی نیز به صراحت انتقاد می‌نمود.
مجتهد شبستری در سال‌های پس از انقلاب از جانب مردم زادگاهش شبستر برای نمایندگی در دوره نخست مجلس شورای اسلامی انتخاب شد. اما پس از پایان دوره نخست مجلس، از سیاست دست شست و بعد از مدتی لباس روحانیت را نیز کنار گذاشت. پس از آن، بیشتر به آموزش در دانشکده الهیات دانشگاه تهران و ادامه مطالعات شخصی خود پرداخت. در همان سال‌ها وزارت علوم جمهوری اسلامی ایران از وی دعوت کرد عضویت هیئت علمی دانشگاه تهران را بپذیرد مجتهد شبستری با استقبال از این دعوت در دانشکده الهیات و معارف اسلامی، گروه فلسفه و کلام اسلامی مشغول تدریس شد و سپس به گروه ادیان و عرفان همان دانشکده انتقال یافت. در سال‌های بعد وی به رتبه دانشیاری و سپس رتبه استاد تمام، ارتقاء یافت. او در دانشکده الهیات، سال‌های زیادی در رشته‌های کلام تطبیقی، تاریخ ادیان تطبیقی و عرفان تطبیقی (یهودیت، مسیحیت، اسلام، بودیسم و هندوئیسم) در مقطع کارشناسی ارشد و دکتری تدریس کرد.
مجتهد شبستری در سال‌های بعد کتاب‌ها و مقالات بسیاری در این باب نوشت. آراء وی نیز مورد مخالفت‌ها و موافقت‌های زیاد قرار گرفت. امّا بالاخره هرمنوتیک نوین جای خود را در ادبیات دینی معاصر ایران باز کرد. وی پژوهش‌ها و مباحث خود را برای روشن‌تر ساختن نظریاتی که مطرح کرده بود همچنان ادامه داد و در سال‌های پسین کتاب‌های ایمان و آزادی، نقدی بر قرائت رسمی از دین، و تأملاتی در قرائت انسانی از دین را منتشر کرد که هر کدام از آنها به گونه‌ای به همان مسئله پرداخته‌اند. مجتهد شبستری در بیست سال اخیر ارتباط علمی و فلسفی خود با جهان غرب را همواره حفظ کرده و در سمینارها و کنفرانس‌های بین‌المللی گوناگون که به مباحث الهیات تطبیقی یا گفتگوهای میان ادیان مرتبط است شرکت نموده و در آنها سخنرانی کرده‌است.
مجتهد شبستری در ۵ سال اخیر به دعوت دانشگاه وین (اتریش) و دانشگاه بن (آلمان) نظرات خود در باب نسبت متون دینی اسلام با هرمنوتیک نوین و نسبت اسلام، دموکراسی و حقوق بشر را برای دانشجویان رشته‌های اسلام‌شناسی و حقوق آن دانشگاه‌ها به صورت درس گفتارهای فشرده (Vorlesung) تدریس کرده‌است.
از مجتهد شبستری مقالات بسیاری به زبان‌های آلمانی و عربی در مجله‌های تخصصی اروپایی و عربی منتشر شده‌اند. صاحب‌نظران متعددی مقالات او را به آلمانی و انگلیسی و عربی و ترکی ترجمه و منتشر کردند یا افکار او را نقد کرده‌اند.

### بازنشستگی از دانشگاه تهران
محمد مجتهد شبستری در سال ۱۳۸۵ بازنشسته شد. پس از بازنشستگی، دو دانشگاه از آلمان و اتریش برای تدریس از وی دعوت کردند. ولی او به علت وضعیت نامساعد جسمی آن دعوت‌ها را نپذیرفت.
مجتهد شبستری، از آغاز تأسیس دائرةالمعارف بزرگ اسلامی عضو شورای عالی علمی و رئیس بخش کلام و فِرَق اسلامی آن بوده و مقالات بسیاری از وی در این دائرةالمعارف به چاپ رسیده‌اند.

## دیدگاه‌های جنجالی
در سال ۱۳۸۶ آخرین نظریات وی در باب هرمنوتیک متون دینی اسلامی قرآن به صورت یک مقالهٔ مفصل با عنوان قرائت نبوی از جهان و یک مصاحبه با عنوان هرمنوتیک، تفسیر دینی جهان در شمارهٔ ۶ فصلنامهٔ مدرسه منتشر شد که مخالفت‌ها و موافقت‌های دامنه‌داری را برانگیخت. در این مقاله و مصاحبه برای نخستین بار وی این نظریه را مطرح کرد که قرآن، کلام نبوی پیامبر اسلام هم هست و لذا قرآن محصول وحی است و نه خود وحی، و و قرائتی توحیدی از جهان در پرتو وحی است. بحث‌ها و چالش‌های انگیخته شده پیرامون این نظریه، همچنان ادامه دارند. بسیاری آن مقاله را موجب توقیف نشریه مدرسه می‌دانند. نظرات مجتهد شبستری در باب این موضوع در سلسله مقالات قرائت نبوی از جهان (اکنون در وبگاه شخصی وی) منتشر شده‌است.
محمد مجتهد شبستری با اشاره به آیات قرآن تأکید می‌کند که در قرآن، حتی یک آیه وجود ندارد که بگوید اسلام یا هر دین دیگری از سوی خدا نازل شده‌است و واژهٔ دین در قرآن به آن واقعیت پایدار در عالم انسان‌ها اشاره می‌کند که همیشه به نام دین قابل اشاره و منشأ اثر بوده و نه به واقعیتی که از عالم غیب به سوی انسان‌ها می‌آید.
در ۴ اسفند ۱۳۸۷ در پی سخنان محمد مجتهد شبستری در انجمن اسلامی دانشگاه صنعتی اصفهان، متن کامل سخنان و فایل صوتی بخشی از پرسش و پاسخ در وبگاه صِدانِت منتشر شد. او در این سخنرانی گفت: «پیامبر نیز بشر بوده و گرفتار تخیلات می‌شده و تلاش می‌کرد که با استغفار، خودش را از وهم‌ها و تخیلات دور کند». برخی خبرگزاری‌ها آن را کفرگویی و توهین به محمد ارزیابی کرده‌اند؛ زیرا گفته‌های وی به معنی زیر سؤال بردن معصوم بودن پیامبر از خطا و اشتباه است.
محمد مجتهد شبستری مدافع سرسخت حقوق بشر است و گفته: «حقوق بشر، اسلامی نمی‌شود». او باور دارد اعلامیه جهانی حقوق بشر که برپایه آزادی، عدالت و صلح جهانی است باید بدون کم و کاست پذیرفته شود و تفاهم ادیان و مذاهب تنها بر پایه حقوق بشر ممکن است.
محمد مجتهد شبستری بارها منتقدانش را به مناظره دعوت کرده‌است. او در دی ۱۳۹۵ در نامه‌ای اعلام کرد که حاضر است دربارهٔ مقالاتش از جمله چگونه مبانی کلامی و فقهی فرو ریخته‌است، تحریر محل نزاع با فقیهان، و چرا دوران علم اصول و اجتهاد فقهی سپری شده‌است؟ مناظره کند. اما هیچ‌کدام از علمای صاحب فتوا حاضر به چنین مناظره‌ای نشدند و شماری از آنان شاگردانش خود را معرفی کردند.

## متهم به کفرگویی
محمد مجتهد شبستری از سوی برخی از هواداران و رسانه‌های حکومت جمهوری اسلامی که به دلیل استناد به آیاتی از قرآن که گفته بود: «پیامبر نیز بشر بوده و گرفتار تخیلات می‌شده و تلاش می‌کرد که با استغفار خودش را از وهم‌ها و تخیلات دور کند» به کفرگویی متهم شد.

## انتخابات ۱۳۸۸
دو ماه پس از انتخابات ریاست جمهوری ۱۳۸۸ محمد مجتهد شبستری در یادداشتی با اشاره به اهمیت عدل و عدالت در یک نظام سیاسی نوشت: «در ایران مسئله چه کسی باید حکومت کند به مسئله چگونه باید حکومت کرد تغییر کرده» و «متأسفانه در سال‌های گذشته گروه‌های اقتدارگرا قانون اساسی را به صورت یک رساله فقهی درآوردند» و «رژیم جمهوری اسلامی ایران را که یک رژیم سیاسی مانند همه رژیم‌های سیاسی دیگر است نظام مقدس نامیدند که به هر قیمت باید آن را حفظ کرد». او در مطلبی دیگر نوشت: «تلاش برای دمکراتیک نشان دادن فقه راه به جایی نمی‌برد و نمی‌توان فقه سیاسی را رنگ و لعاب دموکراتیک زد و سخن شیخ فضل‌الله نوری در آغاز مشروطه که گفت بود «مشروطه مشروعه نمی‌شود» درست است و مبانی مشروطه با مبانی فقه سازگار نیست و دموکراسی فقط رای دادن نیست».
محمد مجتهد شبستری در جریان اعدام ریحانه جباری که به جرم قتل عمد اعدام شد در یادداشتی در ۱۲ آبان ۱۳۹۳ خواستار بازنگری در مجازات اعدام شد و نوشت: «حق انتقام" برگرفته از جامعه قبیله‌ای صدر اسلام است و امروز با تغییرات اجتماعی در جامعه با دولت-ملت روبرو هستیم و این قوانین کارکرد ندارد».

## آثار
مهم‌ترین آثار:
- پژوهش‌هایی دربارهٔ قرآن و وحی، صبحی صالح، محمد مجتهد شبستری (ترجمه)
- ایمان و آزادی؛ انتشارات طرح نو، ۱۳۷۵
- هرمنوتیک، کتاب و سنت؛ انتشارات طرح نو، ۱۳۷۵
- سه گونه قرائت از سنت در عصر مدرنیته (قسمت دوم کتاب سنت و سکولاریسم، نشر: صراط ۱۳۸۱)
- نقدی بر قرائت رسمی از دین؛ انتشارات طرح نو، ۱۳۸۱
- تاملاتی بر قرائت انسانی از دین؛ انتشارات طرح نو، ۱۳۸۳

## بازنشر آثار
آثار فلسفی محمد مجتهد شبستری توسط این سازمان‌ها در ایران بازنشر شده‌است:
- بازنشر اثر محمد مجتهد شبستری در وبگاه کنسرسیوم محتوای ملی[۱۱]
- بازنشر اثر محمد مجتهد شبستری در وبگاه مؤسسه فرهنگی و اطلاع‌رسانی تبیان[۱۲]
- بازنشر اثر محمد مجتهد شبستری در وبگاه مرکز دائرةالمعارف بزرگ اسلامی[۱۳]